# Arno Richter
Pour les articles homonymes, voir Richter.
Arno Richter (né le 15 février 1907 à Berlin, mort le 23 mars 1979 dans la même ville) est un costumier, décorateur de théâtre et de cinéma allemand.

## Biographie
Richter reçoit une formation artistique auprès d'Emil Orlik de 1923 à 1925 et est l'assistant du décorateur Rochus Gliese. Il participe ainsi à des mises en scène de Jürgen Fehling à la Schauspielhaus am Gendarmenmarkt.
En 1925 et 1926, Richter aida l'équipe d'architectes Röhrig-Herlth pour le Faust de Murnau puis Hermann Warm pour La Passion de Jeanne d'Arc de Dreyer. À côté de Gliese, Richter fait ses débuts en tant que co-architecte fin 1929 dans le film Die Jagd nach dem Glück. Richter travaille ensuite comme costumier et décorateur de cinéma, rarement les deux à la fois et avec des interruptions longues. Avant le début de la guerre en 1939, il habille les stars féminines Zarah Leander, Lilian Harvey, Lída Baarová et Brigitte Horney.
Ses contributions au film sonore allemand, tant les décors que les costumes, lui valent de pouvoir travailler sous le Troisième Reich. Cependant il quitte l'Allemagne après la grande production de propagande nazie La Lutte héroïque.
En 1939, il va à Rome et travaille dans le cadre d'études artistiques auprès de Carlo Siviero à la Reale Accademia di Belle Arti. En 1941, il travaille à la Cinecittà. Après son service militaire puis sa captivité de 1941 à 1946, Richter s'exile en Argentine. Il gagne alors sa vie comme portraitiste et peintre de publicité.
De retour en Allemagne, Richter travaille à nouveau comme décorateur et costumier pour des films occidentaux, principalement pour des films historiques et des divertissements bourgeois. En 1959, il est décorateur pour la télévision.

## Filmographie

### Directeur artistique

#### Cinéma
- 1930 : Die Jagd nach dem Glück de Rochus Gliese
- 1933 : S.O.S. Eisberg
- 1933 : S.O.S. Iceberg
- 1933 : The Rebel
- 1959 : Les Buddenbrook

#### Courts-métrages
- 1930 : The Pursuit of Happiness

### Costumier

#### Cinéma
- 1935 : Barcarolle
- 1936 : Mädchenjahre einer Königin
- 1936 : Stadt Anatol
- 1936 : The Night with the Emperor
- 1937 : Paramatta, bagne de femmes
- 1937 : Patriotes
- 1938 : Capriccio
- 1938 : Der Maulkorb
- 1938 : Der Spieler
- 1938 : La Danse sur le volcan
- 1938 : Le Joueur
- 1939 : Cœur immortel
- 1939 : Robert Koch, der Bekämpfer des Todes
- 1955 : Hanussen
- 1958 : L'Auberge du Spessart
- 1958 : Résurrection
- 1960 : Sturm im Wasserglas

### Décorateur

#### Cinéma
- 1931 : L'Homme qui assassina
- 1932 : Der Rebell
- 1942 : Non mi sposo più
- 1942 : Viel Lärm um Nixi
- 1956 : Anastasia, la dernière fille du tsar
- 1956 : Le diable en personne
- 1958 : L'Auberge du Spessart
- 1959 : Les Buddenbrooks
- 1960 : Der liebe Augustin
- 1960 : Gustav Adolfs Page
- 1960 : La Peau d'un espion

#### Télévision
Téléfilms
- 1958 : Ein gewisser Judas
- 1963 : Das Glück der Ehe
- 1963 : Mirandolina
- 1964 : Doktor Murkes gesammeltes Schweigen
- 1965 : Doktor Murkes gesammelte Nachrufe